# Smoleń (Gietrzwałd)
Smoleń (deutsch Vonferne) ist ein Ort in der polnischen Woiwodschaft Ermland-Masuren. Er gehört zur Gmina Gietrzwałd (Landgemeinde Dietrichswalde) im Powiat Olsztyński (Kreis Allenstein).

## Geographische Lage
Smoleń liegt am Ostufer der Passarge (polnisch Pasłęka) im Westen der Woiwodschaft Ermland-Masuren, 18 Kilometer südwestlich der Kreisstadt Olsztyn (deutsch Allenstein).

## Geschichte
Vonferne war eine Försterei und gehörte zum Gutsbezirk Oberförsterei Lanskerofen (polnisch Łańsk) im ostpreußischen Kreis Allenstein. Am 1. Dezember 1905 bestand Vonferne aus einer Wohnstätte mit drei Einwohnern.
Am 30. September 1929 wurde Vonferne aus dem Gutsbezirk Lanskerofen in die Landgemeinde Penglitten (polnisch Pęglity) umgegliedert.
Als 1945 das gesamte südliche Ostpreußen an Polen überstellt wurde, war auch die Försterei Vonferne davon betroffen. Der kleine Ort erhielt die polnische Namensform „Smoleń“ und ist heute ein Weiler (polnisch Osada) innerhalb der Landgemeinde Gietrzwałd (Dietrichswalde) im Powiat Olsztyński (Kreis Allenstein), bis 1998 der Woiwodschaft Olsztyn, seither der Woiwodschaft Ermland-Masuren zugehörig.

## Kirche
Die Försterei Vonferne war bis 1945 in die evangelische Kirche Manchengut (polnisch Mańki) in der Kirchenprovinz Ostpreußen der Kirche der Altpreußischen Union, außerdem in die römisch-katholische Kirche Dietrichswalde (polnisch Gietrzwałd) eingepfarrt.
Heute gehört Smoleń zur evangelischen Kirche Łęguty (Langgut), einer Filialkirche von Ostróda (Osterodein Ostpreußen) in der Diözese Masuren der Evangelisch-Augsburgischen Kirche in Polen, sowie zur römisch-katholischen Pfarrei Biesal (Biessellen) im Erzbistum Ermland.

## Verkehr
Der Weiler Smoleń ist über eine Nebenstraße erreichbar, die von Biesal über Śródka (Mittelgut) dorthin führt. Biesal ist auch die nächste Bahnstation und liegt an der Bahnstrecke Toruń–Tschernjachowsk (deutsch Thorn–Insterburg).